# هارون غلين
هارون غلين (بالإنجليزية: Aaron Glenn)‏ هو لاعب كرة قدم أمريكية أمريكي، ولد في 16 يوليو 1972 في هامبل في الولايات المتحدة.

## وصلات خارجية
- هارون غلين على موقع مرجع كرة القدم المحترفة.كوم (الإنجليزية)